# کنترل‌کننده ولتاژ

یک کنترل‌کننده ولتاژ تریستوری مبتنی‌بر دیمر دندانه‌ای

طرح‌واره الکتریکی برای یک دیمر روشنایی معمولی مبتنی بر SCR

یک کنترل‌کننده ولتاژ، همچنین به عنوان کنترل‌کننده ولتاژ AC یا تنظیم‌کننده AC نامیده می‌شود، یک ماژول الکترونیکی است که برمبنای تریستورها، ترایاکها، SCRها یا آی‌جی‌بی‌تیها ساخته می‌شوند، که یک ولتاژ ثابت، جریان متناوب فرکانس ثابت (AC) را برای بدست آوردن ولتاژ متغیر در خروجی برای تحویل به یک بار مقاومتی تبدیل می‌کند. این ولتاژ متغیر برای کم و زیاد کردن نور روشنایی معابر، تغییر دمای گرمایش در منازل یا صنعت، کنترل سرعت فن‌ها و ماشین‌های سیم‌پیچ دار و بسیاری از کاربردهای دیگر، به روشی مشابه برای یک اتوترانسفورماتور استفاده می‌شود. ماژول‌های کنترل ولتاژ تحت نظارت الکترونیک قدرت قرار می‌گیرند. از آنجا که آن‌ها نیاز به نگهداری کمی دارند و بسیار کارآمد هستند، کنترل‌کننده‌های ولتاژ تا حد زیادی جای ماژول‌هایی مانند تقویت‌کننده مغناطیسی و راکتورهای تنظیم‌پذیر در کاربردهای صنعتی را گرفته‌اند.

## حالت‌های عملکرد
کنترل‌کننده‌های ولتاژ به دو روش مختلف کار می‌کنند. یا از طریق «کنترل روشن و خاموش» یا از طریق «کنترل فاز».

## کاربردها

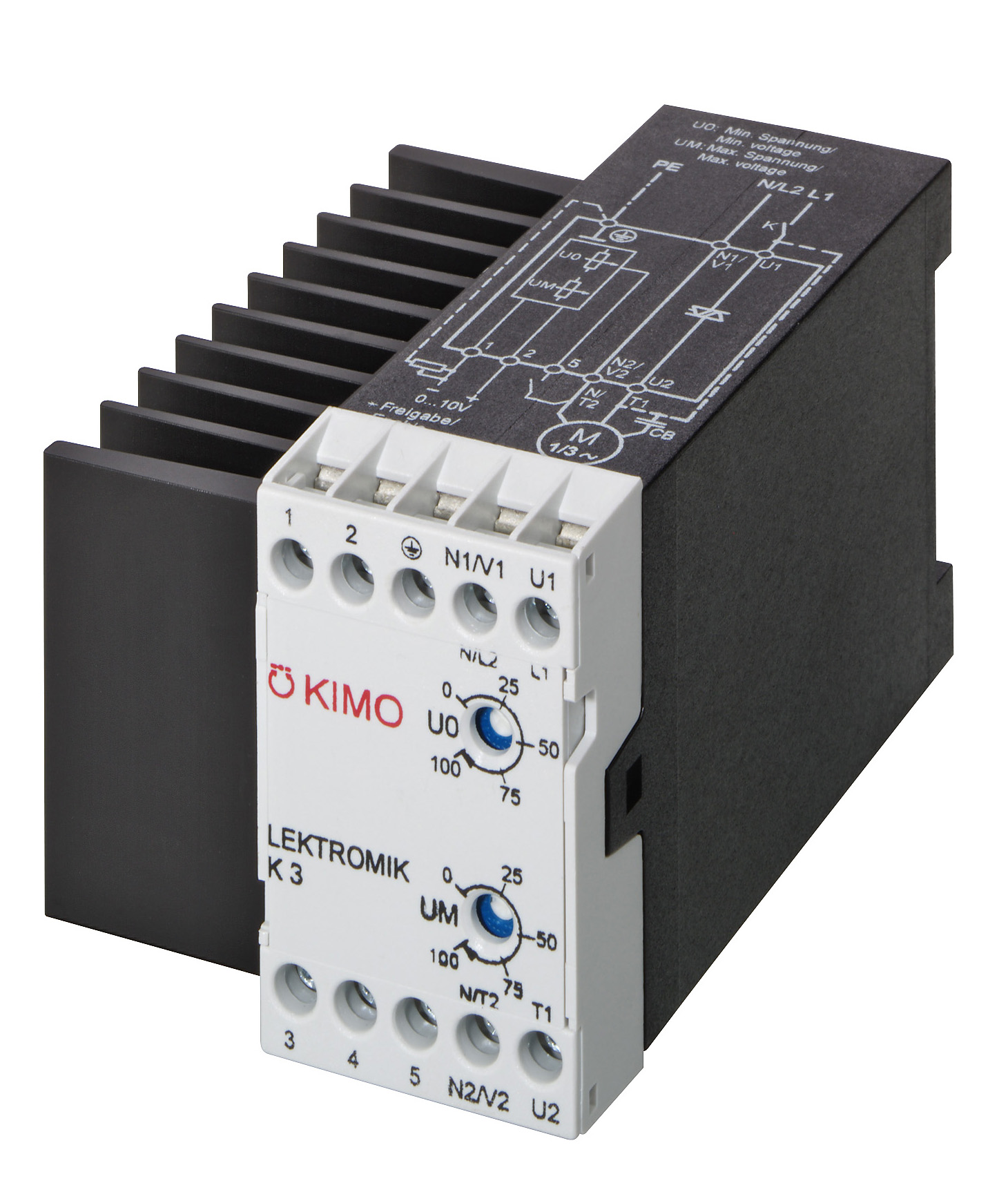
نمونه‌ای از کنترل‌کننده ولتاژ با گرماگیر که در سمت چپ قرار دارد. تنظیمات کمینه و بیشینه در جلو

- مدارهای کم و زیاد کردن نور برای روشنایی معابر
- گرمایش صنعتی و خانگی
- گرمایش القایی
- تغییر سَر ترانسفورماتور
- کنترل سرعت موتورها (گشتاور متغیر)
- کنترل سرعت دستگاه‌های سیم پیچ دار، فن‌ها
- کنترل‌های آهنربای AC[۶]